# Emil Răducu
Emil Andrei Răducu (Bucarest, 19 maggio 1984) è un giocatore di calcio a 5 romeno.

## Carriera
Con la nazionale romena, di cui è stato anche capitano, Răducu ha preso parte a tre edizioni del campionato europeo. A livello di club ha militato prevalentemente nel campionato maltese di calcio a 5.

## Palmarès
- Campionato rumeno: 1
City'us: 2015-16
- Campionato maltese: 6
ZC Excess/Balzan: 2010-11, 2013-14
Luxol Saint Andrews: 2016-17, 2018-19, 2020-21, 2021-22